# 永岡茂之
永岡 茂之（ながおか しげゆき、1910年（明治43年）10月16日 - 1992年（平成4年）9月28日）は、日本の政治家。三重県名張市長（4期）。

## 来歴
三重県那賀郡国津村（現・名張市）出身。1929年、三重県立名賀農学校（のち三重県立名張高等学校、三重県立上野農業高等学校を経て、現・三重県立伊賀白鳳高等学校）卒。1950年、国津村議会議員となり、2期務め、1954年、合併による名張市発足により、名張市議会議員となる。名張市議を5期務め、議長も務めた。1970年、名張市助役となり、1974年、名張市長に就任した。市長を4期務め、1990年に退任。翌1991年、勲三等瑞宝章を受章。1992年に死去した。